# Dipsacus
Dipsacus là danh pháp khoa học của một chi thực vật có hoa nằm trong họ Kim ngân. Các thành viên trong chi này thường được gọi là tục đoạn. Chi này bao gồm 21 loài và 1 loài lai ghép, là thực vật thân thảo có chiều cao khoảng 1 - 2,5 mét, sống hai năm hoặc đôi khi là lâu năm. Dipsacus có nguồn gốc châu Âu, châu Á và Bắc Phi.

## Từ nguyên
Tên chi (Dipsacus) có nguồn gốc từ tiếng Hy Lạp δίψακος (dipsakos); từ δίψᾰ (dípsă, "khát nước") +‎ -ᾰκος (-ăkos); và để nói tới cấu trúc hình chén ở nơi các lá không cuống mọc vòng hợp lại xung quanh thân cây.

## Mô tả
Cây có nhiều lá không cuống mọc xung quanh thân cây, hợp lại thành một cái đế giống như hình cái chén uống nước. Nước mưa có thể tích tụ trong những "cái chén" này, điều này có thể thực hiện chức năng ngăn ngừa côn trùng hút nhựa thân cây như rệp. Một thí nghiệm năm 2011 đã chỉ ra rằng, thêm xác côn trùng chết vào những "cái chén" này sẽ làm tăng số lượng hạt của cây, ngụ ý đây là một loài thực vật ăn thịt. Tính ăn thịt ở các cây tục đoạn được thảo luận bởi Francis Darwin (con trai của Charles Darwin) trong một bài báo gửi cho Hội Hoàng gia Luân Đôn (nhưng không được in). Lá có hình mũi mác, dài 20 – 40 cm và rộng 3 – 6 cm, có một hàng gai nhỏ ở đường gân giữa của mặt dưới lá.

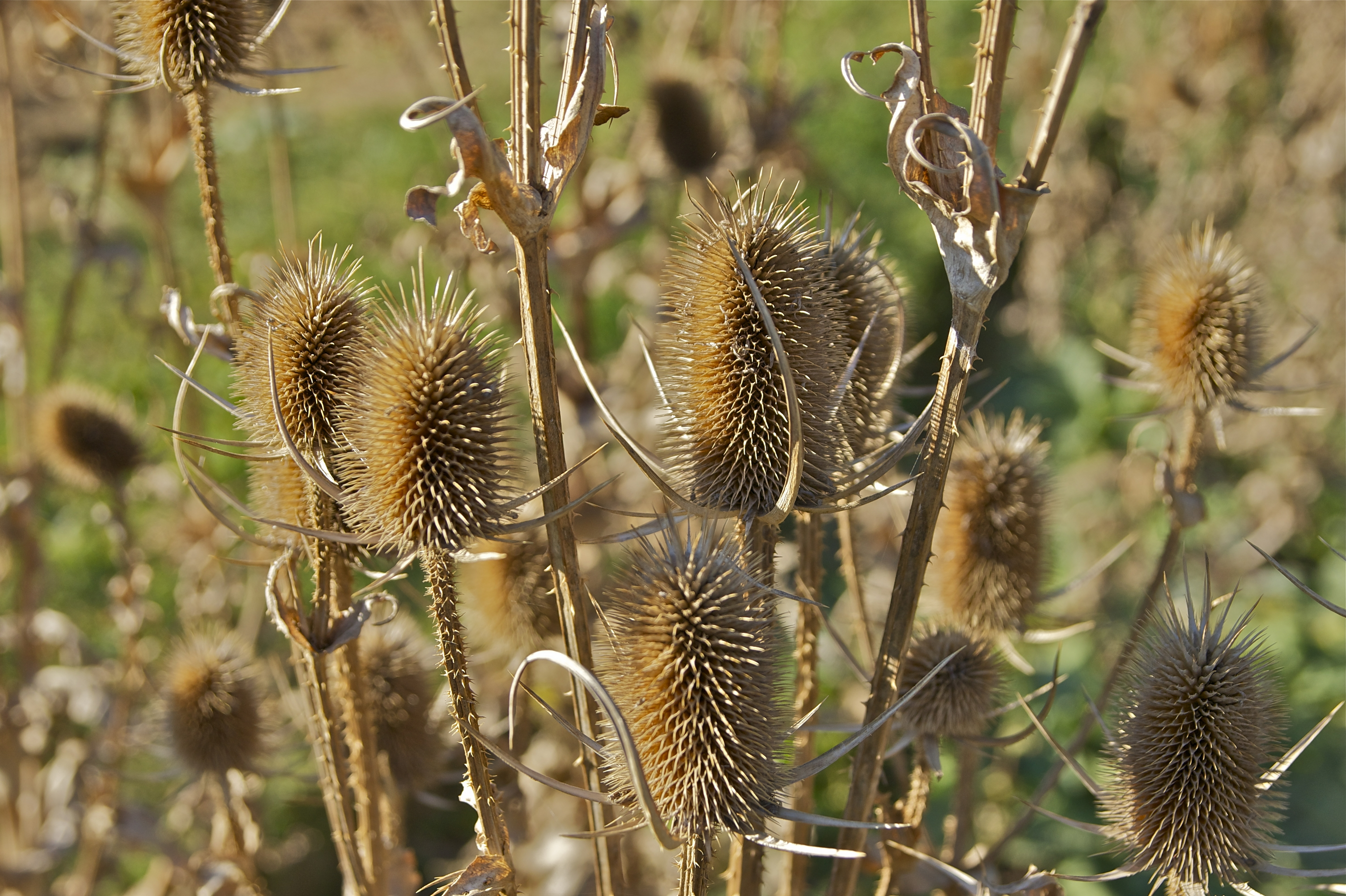
Cụm hoa của Dipsacus laciniatus

Các loài Dipsacus có thể dễ dàng nhận biết được nhờ thân và lá đầy gai của chúng. Các cụm hoa có màu tím, màu hồng sẫm, màu oải hương hay màu trắng tạo thành đầu hoa ở đỉnh thân cây; cụm hoa hình trứng, dài 4 – 10 cm và rộng 3 – 5 cm, với các lá bắc có gai mọc thành vòng ở đáy. Những bông hoa đầu tiên bắt đầu nở từ đoạn giữa của các đầu hoa hình cầu hay hình bầu dục rồi sau đó nở theo trình tự về phía đỉnh và đáy của đầu hoa, tạo thành 2 dải hẹp các hoa nở. Đầu hoa khô bền. Hạt nhỏ, 4 – 6 mm, thuần thục vào giữa mùa thu. Trong điều kiện thời tiết có mưa thì một số hạt có thể nảy mầm ngay khi còn ở trên đầu hạt.
Hạt của Dipsacus là nguồn thực phẩm quan trọng trong mùa đông đối với một số loài chim, đặc biệt là những loài ở châu Âu. Các thành viên của chi Dipsacus thường được trồng trong vườn nhà và được khuyến khích trồng ở các khu bảo tồn thiên nhiên để thu hút chúng.
Tuy nhiên, Dipsacus cũng được coi là loài xâm lấn ở Hoa Kỳ, do đó không được khuyến khích và bị loại bỏ ở nhiều vùng. Hai loài sâu bướm thiên địch đã được thử nghiệm tại Slovakia vào năm 2003 - 2004, nhưng một trong hai loài không được Bộ Nông nghiệp Hoa Kỳ (USDA) chấp thuận. Thay vào đó, USDA tiếp tục đề nghị sử dụng hóa chất diệt cỏ để khử các cây Dipsacus dại.

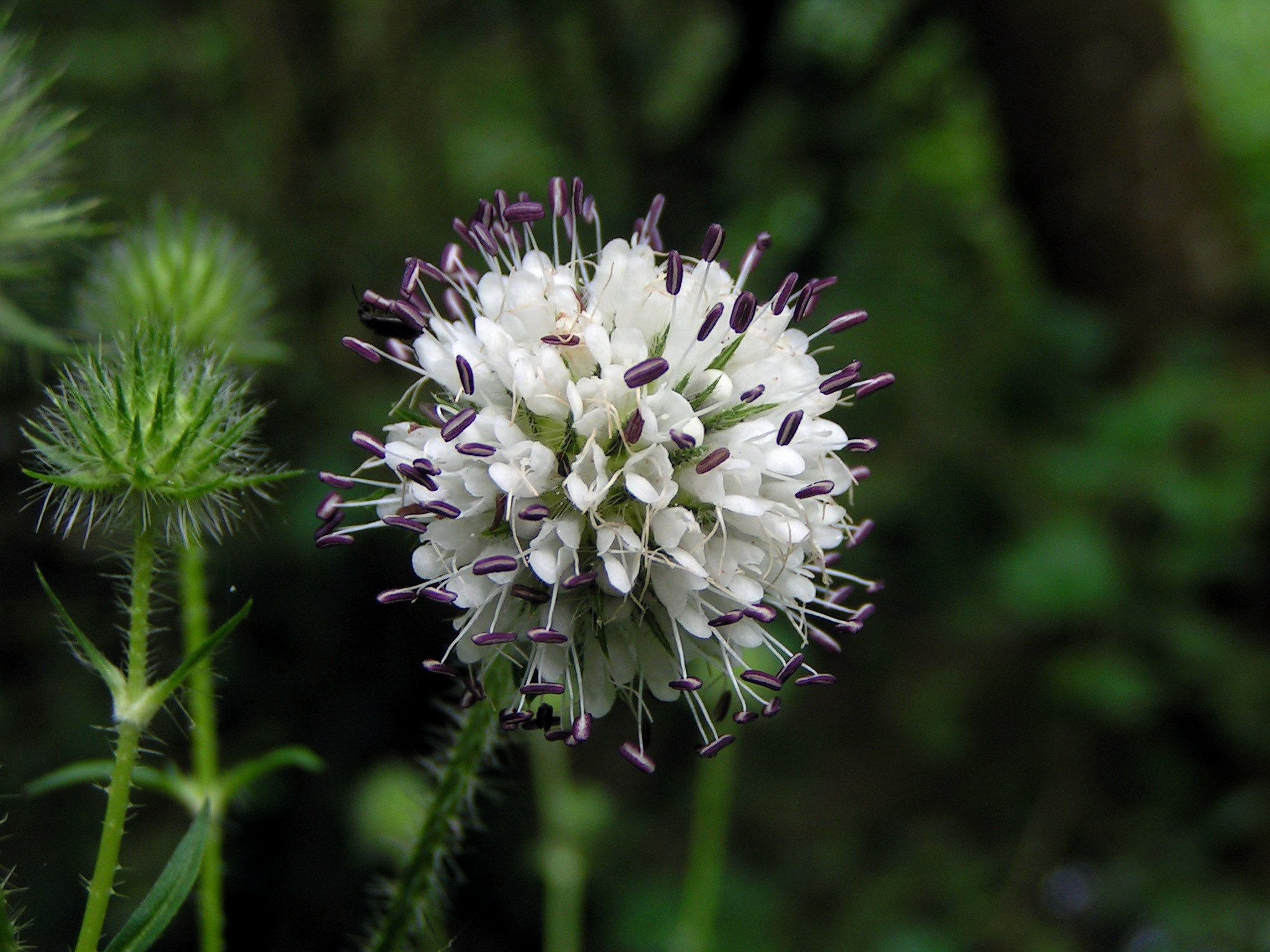
Hoa của Dipsacus pilosus

## Các loài
Tại thời điểm năm 2025 Plants of the World Online công nhận 21 loài và 1 loài lai ghép.
- Dipsacus asper Wall. ex DC., 1830
- Dipsacus atratus Hook.f. & Thomson ex C.B.Clarke, 1881
- Dipsacus atropurpureus C.Y.Cheng & Z.T.Yin, 1985
- Dipsacus azureus Schrenk ex Fisch. & C.A.Mey., 1841
- Dipsacus cephalarioides V.A.Matthews & Kupicha, 1972
- Dipsacus chinensis Batalin, 1894
- Dipsacus comosus Hoffmanns. & Link, 1824
- Dipsacus ferox Loisel., 1807
- Dipsacus fullonum L., 1753
- Dipsacus gmelinii M.Bieb., 1808
- Dipsacus inermis Wall., 1820
- Dipsacus japonicus Miq., 1868
- Dipsacus laciniatus L., 1753
- Dipsacus leschenaultii Coult. ex DC., 1830
- Dipsacus narcisseanus Lawalrée, 1975
- Dipsacus pilosus L., 1753
- Dipsacus pinnatifidus Steud. ex A.Rich., 1848
- Dipsacus sativus (L.) Honck., 1782
- Dipsacus strigosus Willd. ex Roem. & Schult., 1818
- Dipsacus valsecchii Camarda, 2006
- Dipsacus walkeri Arn., 1836

### Lai ghép
- Dipsacus × pseudosylvestris Schur, 1866 = D. fullonum × D. laciniatus